# Le Pré-Saint-Gervais
Le Pré-Saint-Gervais település Franciaországban, Seine-Saint-Denis megyében. Lakosainak száma 16 733 fő (2022. január 1.). Le Pré-Saint-Gervais Párizs, Párizs 19. kerülete, Les Lilas és Pantin községekkel határos.

## Népesség
A település népességének változása:
| Lakosok száma | 17 336 | 17 678 | 18 171 | 18 192 | 18 033 | 17 779 | 17 950 | 17 485 | 17 290 | 16 733 |
|               | 2006   | 2008   | 2010   | 2011   | 2013   | 2015   | 2017   | 2018   | 2020   | 2022   |